# Griffith (Nouvelle-Galles du Sud)
Pour les articles homonymes, voir Griffith.
Griffith est une ville australienne située dans la zone d'administration locale du même nom en Nouvelle-Galles du Sud.

## Géographie
Griffith est située dans la région de la Riverina, à une altitude moyenne de 134 m, à 560 km au sud-ouest de Sydney. 

## Histoire
Elle doit son nom à Sir Arthur Griffith, le premier ministre des Travaux publics de l'État. Comme Canberra, Leeton, et d'autres villes, les plans de la ville sont l'œuvre de Walter Burley Griffin. La ville est jumelée avec la ville de Trévise, en Italie. Elle est le siège du diocèse anglican de la Riverina. La ville est accessible par route depuis Sydney (Hume Highway), Canberra (Burley Griffin Way) et Melbourne (Newell Highway).
Griffith fut fondée en 1916 à la suite du projet de mise en valeur agricole de la région par l'irrigation à partir de la rivière Murrumbidgee. Les principales productions étaient le riz et les citrons.
Les premiers colons furent d'origine italienne ; c'étaient les anciens marins employés pour conduire les bateaux sur le Murray et la Murrumbidgee. À l'heure actuelle, 60 % de la population de la ville est d'origine italienne, que ce soient les premiers colons, les immigrants venus pendant la grande crise économique de 1929, ou lors de la vague des années 1950 à 1960.
Dans les années 1970, Griffith était devenue la capitale de la drogue (marijuana) et du crime.
À l'heure actuelle, c'est plutôt la ville du bon vin et de la bonne chère et la ville accueille des immigrants indiens sikhs et de l'île de Tonga.
La ville bénéficie d'un climat tempéré chaud avec une moyenne des températures maximales de 23,6 °C (de 33 °C en janvier à 14,6 °C en juillet) et une moyenne minimale de 10 °C (17,3 °C en février à 3,4 °C en juillet). Les précipitations annuelles atteignent 400 millimètres.

## Démographie
La population s'élevait à 18 196 habitants en 2016.